# House of Miracles
House of Miracles (с англ. — «Дом чудес») — третий студийный альбом американского певца современной христианской музыки Брэндона Лейка, выпущенный 28 августа 2020 года на лейбле Bethel Music. В альбоме приняли участие Таша Коббс Леонард и Сара Ривз. Продюсерами альбома выступили Дэвид Леонард, Джейкоб Сутер и Лаэл.
В поддержку альбома были выпущены синглы «I Need a Ghost», «Just Like Heaven» и «Gratitude». «I Need a Ghost» занял 27-е место в чарте американском чарте Christian Airplay. Песня «Just Like Heaven» заняла 36-е место в чарте Hot Christian Songs. Песня «Gratitude» заняла первое место в чарте Hot Christian Songs. Альбом занял шестое место в чарте лучших христианских альбомов США Top Christian Albums.

## История
В интервью American Songwriter Лейк объяснил, что целью альбома было напомнить слушателям, что ощущение Божьего присутствия выходит за рамки церковной обстановки: «Он также хочет, чтобы вы стали домом чудес, чтобы вы могли испытать это через то, что вы говорите и как вы живёте». "Лейк также отметил контраст инструментария лид-сингла «I Need a Ghost» с другими песнями альбома, описав его как динамичные аспекты личных отношений с Богом, которые охватывают различные эмоции и разговоры, а также исследуют различные грани Бога.

## Отзывы
| Оценки критиков             | Оценки критиков |
| Источник                    | Оценка          |
| --------------------------- | --------------- |
| 365 Days of Inspiring Media | 4.5/5           |
| JubileeCast                 | 4/5             |
| One Man In The Middle       | [ 7 ]           |

Альбом получил положительные отзывы от музыкальных критиков.
Джонатан Андре в своей рецензии «365 дней вдохновляющих медиа» отметил, что House of Miracles — «один из самых уязвимых, честных, эмоциональных и вдохновляющих альбомов поклонения за весь год». Тимоти Яп из JubileeCast высоко оценил альбом, сказав: «Он достаточно разнообразен, чтобы охватить людей с самыми разными музыкальными вкусами». Яп рекомендовал альбом слушателям, которые предпочитают «музыку поклонения, в которой есть доля грубости и необработанности». Роб Олрайт, написавший рецензию для One Man In The Middle, сказал: «Я думаю, этот альбом — свидетельство таланта Брэндона, который смог собрать все это вместе, писать с огромным количеством людей и наполнить песни огромным количеством страсти и чувствительности, когда он исполняет тексты».

## Список композиций
- Авторы указаны по данным PraiseCharts[8]

| №                   | Название                                     | Автор(ы)                                                      | Продюсеры           | Длительность |
| ------------------- | -------------------------------------------- | ------------------------------------------------------------- | ------------------- | ------------ |
| 1.                  | «I Need a Ghost»                             | Joshua Silverberg Brandon Lake                                | David Leonard       | 3:39         |
| 2.                  | «Just Like Heaven»                           | Lake Jacob Sooter Jeff Schneeweis                             | Jacob Sooter        | 5:36         |
| 3.                  | «House of Miracles»                          | Sooter Lake                                                   | Jacob Sooter        | 5:37         |
| 4.                  | «Running to the Light»                       | Benjamin Hastings Lake Dante Bowe                             | David Leonard       | 3:55         |
| 5.                  | «Temple»                                     | Silverberg Mitch Wong Lake                                    | David Leonard       | 3:23         |
| 6.                  | «Wildflowers»                                | Nate Smith Pat Barrett Elyssa Smith Lake                      | David Leonard       | 3:25         |
| 7.                  | «Gratitude»                                  | Hastings Lake Bowe                                            | Jacob Sooter        | 5:37         |
| 8.                  | «Graves into Gardens»                        | Chris Brown Steven Furtick Lake Tiffany Hammer                | David Leonard       | 5:43         |
| 9.                  | «Rattle!» (featuring Tasha Cobbs Leonard)    | Brown Furtick Lake                                            | David Leonard       | 7:18         |
| 10.                 | «Wild for Me»                                | Jesse Reeves Dustin Smith Lake Bowe Jordan Colle Garrett Abel | Lael                | 3:44         |
| 11.                 | «Son of Heaven»                              | Matt Maher Lake Bowe                                          | Jacob Sooter        | 6:03         |
| 12.                 | «Lost in Your Love» (featuring Sarah Reeves) | Sarah Reeves Lake                                             | David Leonard       | 4:24         |
| Общая длительность: | Общая длительность:                          | Общая длительность:                                           | Общая длительность: | 58:28        |

## Чарты
| Чарт (2020—2023)                 | Высшая позиция |
| -------------------------------- | -------------- |
| США (Billboard Christian Albums) | 6              |

| Чарт (2022)                     | Позиция |
| ------------------------------- | ------- |
| US Christian Albums (Billboard) | 37      |
| Чарт (2023)                     | Позиция |
| US Christian Albums (Billboard) | 13      |